# Tuffi ai Giochi della XXVIII Olimpiade - Trampolino 3 metri sincro maschile
Hanno partecipato 8 coppie di atleti.

## Medaglie
| Posizione | Atleta                           | Paese     |
| --------- | -------------------------------- | --------- |
|           | Thomas Bimis Nikolaos Siranidis  | Grecia    |
|           | Tobias Schellenberg Andreas Wels | Germania  |
|           | Steven Barnett Robert Newbery    | Australia |

## Risultati
| Posizione | Atleti                                         | Nazione       | Punti dopo 4 tuffi | Posizione dopo 4 tuffi | Punti totali |
| --------- | ---------------------------------------------- | ------------- | ------------------ | ---------------------- | ------------ |
|           | Thomas Bimis Nikolaos Siranidis                | Grecia        | 269,70             | 4                      | 353,34       |
|           | Tobias Schellenberg Andreas Wels               | Germania      | 265,35             | 6                      | 350,01       |
|           | Steven Barnett Robert Newbery                  | Australia     | 271,09             | 3                      | 349,59       |
| 4         | Jorge Betancourt Garcia Erick Fornaris Álvarez | Cuba          | 254,82             | 8                      | 338,46       |
| 5         | Tony Ally Mark Shipman                         | Gran Bretagna | 262,08             | 7                      | 334,98       |
| 6         | Justin Dumais Troy Dumais                      | Stati Uniti   | 271,41             | 2                      | 327,06       |
| 7         | Alexander Dobroskok Dmitrij Sautin             | Russia        | 266,04             | 5                      | 312,24       |
| 8         | Peng Bo Wang Kenan                             | Cina          | 283,89             | 1                      | 283,89       |